# جویس جاناتان
جویس جاناتان (انگلیسی: Joyce Jonathan؛ زادهٔ ۳ نوامبر ۱۹۸۹) خوانندگی اهل فرانسه است. وی از سال ۲۰۰۷ میلادی تاکنون مشغول فعالیت بوده‌است.